# Pedro González
Pedro Alejandro González Vera (Valdivia, 17 oktober 1967) is een voormalig profvoetballer uit Chili die speelde als aanvaller. Hij werd in 1999 gekozen tot Chileens voetballer van het jaar, en was tweemaal topscorer van de Primera División de Chile.

## Clubcarrière
González, bijgenaamd Heidi, zijn profloopbaan in 1988 bij Deportes Valdivia uit zijn geboortestad Valdivia. Zijn grootste successen beleefde hij met Universidad de Chile. Hij beëindigde zijn loopbaan in 2006, en speelde in totaal 545 competitiewedstrijden (214 goals) in zijn vaderland Chili.

## Interlandcarrière
González speelde 28 officiële interlands voor Chili in de periode 1993-2000, en scoorde vijf keer voor de nationale ploeg. Hij maakte zijn debuut in de vriendschappelijke thuiswedstrijd tegen Colombia (1-1) op 30 mei 1993 in Santiago de Chile. Hij nam met Chili tweemaal deel aan de strijd om de Copa América: 1997 en 1999.
| Interlanddoelpunten | Interlanddoelpunten | Interlanddoelpunten | Interlanddoelpunten      | Interlanddoelpunten | Interlanddoelpunten | Interlanddoelpunten | Interlanddoelpunten |
| #                   | Datum               | Locatie             | Wedstrijd                | Goal(s)             | Score               | Uitslag             | Wedstrijd           |
| ------------------- | ------------------- | ------------------- | ------------------------ | ------------------- | ------------------- | ------------------- | ------------------- |
| 1                   | 30/04/1994          | Alburquerque        | Verenigde Staten – Chili | 89'                 | 0 – 2               | 0 – 2               | Oefenduel           |
| 2                   | 04/01/1997          | Viña del Mar        | Chili – Armenië          | 88'                 | 7 – 0               | 7 – 0               | Oefenduel           |
| 3                   | 12/02/1997          | La Paz              | Bolivia – Chili          | 45'                 | 1 – 1               | 1 – 1               | WK-kwalificatie     |
| 4                   | 29/05/1999          | Concepción          | Chili – Costa Rica       | 74'                 | 3 – 0               | 3 – 0               | Oefenduel           |
| 5                   | 09/02/2000          | Valparaíso          | Chili – Australië        | 10'                 | 1 – 0               | 2 – 1               | Oefenduel           |

## Erelijst
Universidad de Chile
- Primera División de Chile

1999, 2000
- Copa Chile

1998, 2000
- Topscorer Primera División de Chile

1998 (23 goals), 2000 (26 goals)
- Chileens voetballer van het jaar

1999